# Placidus von Camerloher
Placidus Cajetanus Laurentius von Camerloher (Murnau am Staffelsee, 9 d'agost de 1718 - Freising, 21 de juliol de 1782) fou un compositor i eclesiàstic alemany.
Estudià en l'Acadèmia de Nobles d'Ettal, i el 1748 ingressà en el sacerdoci, sent nomenat canonge de Sant Andreu de Freising.
Les seves composicions orquestrals, molt notables, es publicaren en part de 1760 a 1764, conservant-se a Múnic i Darmstadt els manuscrits de moltes que encara romanen inèdites. El 1739 s'estrenà a Múnic la seva òpera Melissa. Moltes obres escrites pel seu germà Joseph Anton (1710-1743), foren atribuïdes a ell durant molts anys, fins que es va poder aclarir la paternitat de les partitures. Durant la seva estada a Múnic tingué molts alumnes, entre ells a Joseph Christian Williwald Michl i als germans Celestin i Christian Hochbrucker.